# 4-Metil-2-hexanol
4-Metil-hexano-2-ol, também conhecido como 4-metil-2-hexanol, é um composto orgânico, um álcool, com fórmula C7H16O, SMILES OC(C)CC(C)CC, possuindo massa molecular 116,20134. É classificado com o número CAS 2313-61-3 e CBNumber CB2761325.
Este álcool é produzido pela hidração catalisada por ácido do 4-Metil-1-hexeno. Como o 4-Metil-1-hexeno tem um centro quiral no carbono 4 (C4), a quiralidade deste centro é mantida, porém a reação cria um segundo centro quiral, no C2. Por não haver um plano de simetria no carbocatião intermediário na reação de hidração, a produção dos dois esteroisômeros se dará de forma diferente. Por exemplo, a reação de (R)-4-Metil-1-hexeno produzirá (2R,4R)-4-Metil-2-hexanol e (2S,4R)-4-Metil-2-hexanal em uma proporção diferente de 50:50.